# Беребанц
Беребанц (рум. Bărăbanț) — село у повіті Алба в Румунії. Адміністративно підпорядковане місту Алба-Юлія.
Село розташоване на відстані 269 км на північний захід від Бухареста, 2 км на північ від Алба-Юлії, 75 км на південь від Клуж-Напоки.

## Населення
За даними перепису населення 2002 року у селі проживали 2372 особи.
Національний склад населення села:
| Національність | Кількість осіб | Відсоток |
| -------------- | -------------- | -------- |
| румуни         | 2125           | 89,6%    |
| цигани         | 192            | 8,1%     |
| угорці         | 47             | 2,0%     |
| німці          | 7              | 0,3%     |

Рідною мовою назвали:
| Мова      | Кількість осіб | Відсоток |
| --------- | -------------- | -------- |
| румунська | 2289           | 96,5%    |
| циганська | 54             | 2,3%     |
| угорська  | 25             | 1,1%     |